# Camino del Cid

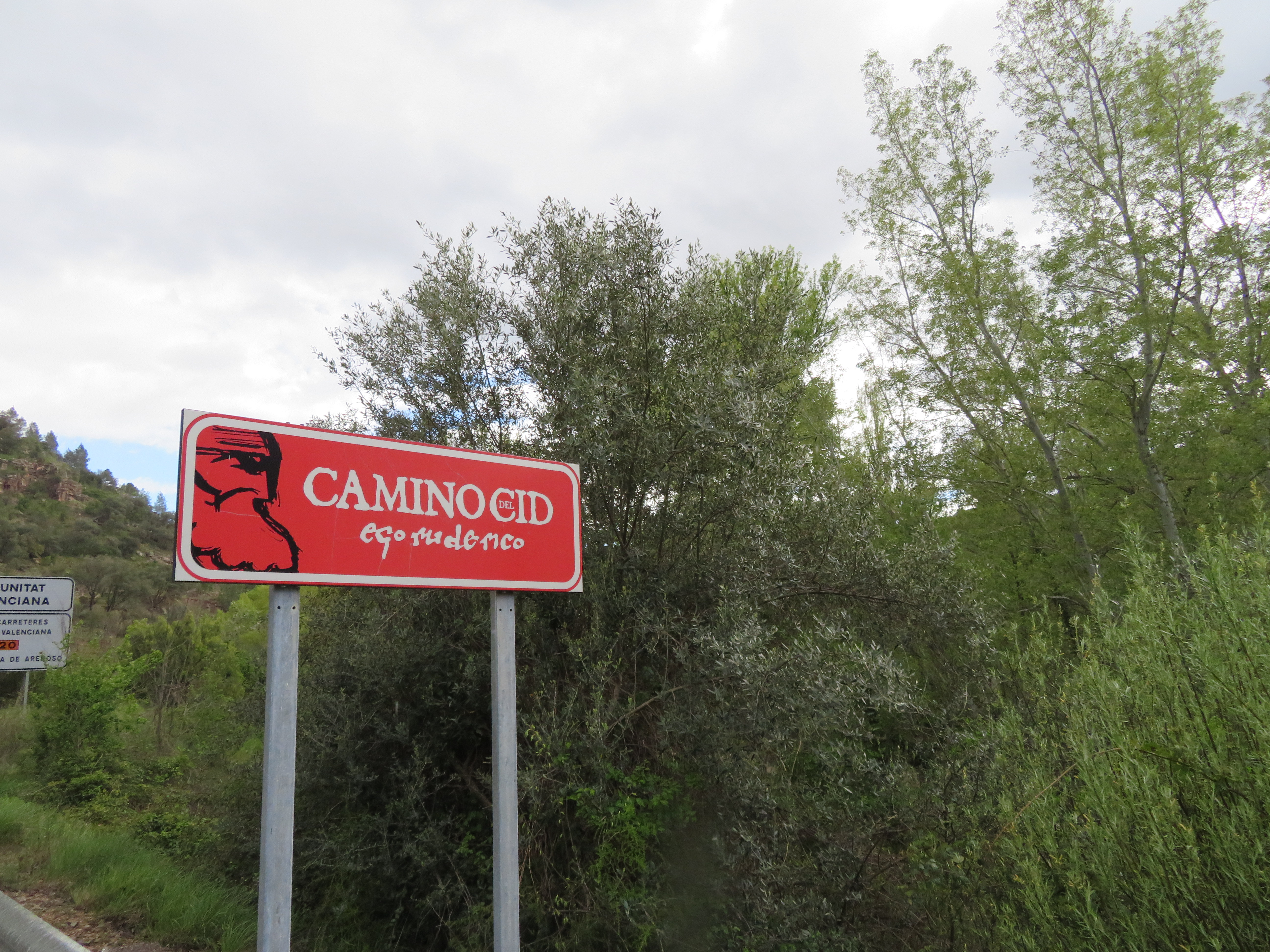
Bewegwijzering Camino del Cid in Puebla de Arenoso

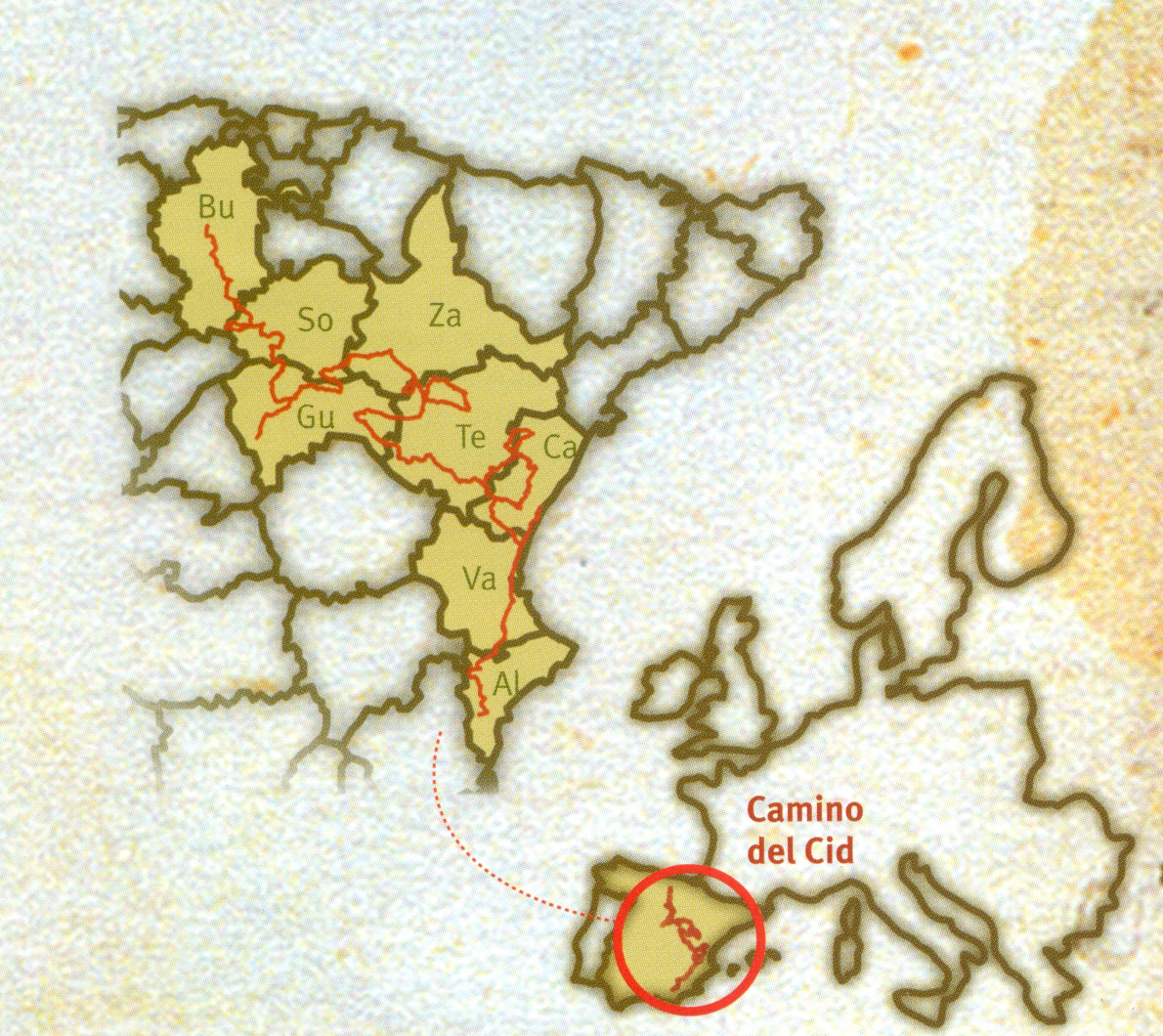

De Camino del Cid is een toeristische auto- (2021 km), wandel- (1497 km), fiets- (2014 km) en mountainbikeroute (1509 km) in Spanje. De bewegwijzerde route (verdeeld in deeletappes) is gewijd aan Rodrigo Díaz de Vivar, El Cid Campeador uit Cantar de mio Cid. 
De route doorkruist acht Spaanse provincies (Burgos, Soria, Guadalajara, Zaragoza, Teruel, Castellón, Valencia en Alicante) in vier autonome gemeenschappen (Castilië en León, Castilië-La Mancha, Aragón en Valencia). El Camino del Cid loopt onder andere door Covarrubias (Burgos), Burgo de Osma (Soria), Sigüenza (Guadalajara), Calatayud, Ateca en Daroca (Zaragoza), Albarracín (Teruel), Morella (Castellón), Xàtiva (Valencia), Elche en Orihuela (Alicante). 